# 台灣三菱地所
台灣三菱地所股份有限公司，簡稱台灣三菱地所（英語：Mitsubishi Estate Taiwan Ltd.）為台灣一家房地產開發公司，也是三菱地所來臺設立的子公司。

## 概要
主要事業包含：辦公大樓事業、住宅事業、生活產業房地產事業（商業設施事業及物流設施事業）、設計監理事業、房地產服務事業、飯店營運事業、投資管理事業、日本住宅物件之仲介等。

## 沿革
- 2011年承接潤泰創新國際南港車站大樓BOT案之顧問業務及開發南紡購物中心的設計業務。
- 2017年成立日商三菱地所股份有限公司臺灣代表人辦事處，正式投入臺灣市場。
- 2017年至今在臺灣之業務包含：潤泰南港車站大樓BOT案、南紡購物中心、臺北南山廣場、富邦人壽遼寧街商辦大樓、潤泰創新南港玉成商辦大樓、新北市板橋區潤泰峰匯住宅等。[3]

## 三菱地所集團簡介
- 三菱地所是日本一家不動產公司，至今已有130年的歷史，也是三菱集團的核心企業之一，集團耗費120年以上的時間，創建日本東京丸之內地區的建築發展，並與三井不動產、住友不動產並列為日本大型綜合地產開發商。[4][5]
- 設立：1937年5月7日
- 員工人數：947名（相關企業：10,202名）
- 資本額：142,414百萬日幣（2022年3月31日止）
- 營收：1,349,489百萬日圓（自 2021年4月1日-2022年3月31日）
- 總資產：6,493,917百萬日圓（自 2021年4月1日-2022年3月31日）
- 日本總部：東京都千代田区大手町一丁目1番1号
- 全球據點：
  - 1972年設立：Mitsubishi Estate New York Inc.（美國）
  - 1986年設立：Mitsubishi Estate London Limited（英國）
  - 2008年設立：Mitsubishi Estate Asia Pte. Ltd.（新加坡）
  - 2013年設立：三菱地所（上海）投資諮詢有限公司（中國）
  - 2018年設立：台灣三菱地所股份有限公司（臺灣）[6] [7]

## 外部鏈結
- 台灣三菱地所官方網站 （页面存档备份，存于） （繁體中文）（日語）
- 三菱地所株式會社 （页面存档备份，存于） （日語）（英文）
- 三菱地所Residence （页面存档备份，存于） （英文）（繁體中文）（简体中文）
- 三菱地所設計 （页面存档备份，存于） （日語）（英文）（繁體中文）（简体中文）